# 아부 오마르 알투르키스타니
아부 오마르 알투르키스타니(아랍어: أبو عمر التركستاني, 생년 미상 ~ 2017년 1월 1일)는 알카에다 관련 조직에서 고급 사령관으로 활동한 사람이다. 2001년부터 2017년까지 아프가니스탄 전쟁, 시리아 내전에 가담했다.

## 생애
중화인민공화국 신장 위구르 자치구 출신의 위구르족이라는 기록이 남아 있을 뿐 그의 초기 행적에 대해서는 거의 알려져 있지 않다. 아부 오마르 알투르키스타니는 시리아 내전에 가담하던 시기에 사용했던 가명으로서 아랍어로 "투르키스탄의 아부 오마르"를 뜻한다.
2001년 미국이 아프가니스탄을 침공하기 이전에 아프가니스탄으로 이주하면서 알카에다에 가담했다. 2001년 12월 미국과 동맹 관계에 있던 군대가 토라보라(Tora Bora)에서 오사마 빈라덴 세력을 공격하던 동안에는 알카에다, 탈레반과 함께 전선 방어 임무를 수행했다. 전투가 끝난 뒤에는 파키스탄으로 피신했지만 파키스탄 정보부에 체포되었고 2011년경까지 수감되었다.
파키스탄에서 석방된 뒤에는 아프가니스탄으로 귀환했으며 알카에다와 연계된 무장 조직 가운데 하나인 이슬람 지하드 연합에 가담했다. 이슬람 지하드 연합에서 사령관으로 활동하던 동안에는 아프가니스탄 정부군, 국제안보지원군을 공격했다. 2015년에는 시리아로 이주하면서 알누스라 전선, 튀르키스탄 이슬람당 시리아 지부의 사령관으로 활동했다. 2017년 1월 1일 시리아 이들리브 주 사르마다(Sarmada)에서 미국군의 무인기 공습으로 인해 사망했다.